# Göppel go4city
De Göppel go4city is een low entry-autobus, geproduceerd door de Duitse busfabrikant Göppel Bus. Het is de eerste zelfstandige productiebus voor Göppel, nadat het bedrijf jarenlang, sinds de oprichting, bussen en passagierstrailers produceerde voor onder andere Neoplan en MAN. De go4city is speciaal ontwikkeld als stadsbus, maar kan ook in het streekvervoer ingezet worden. De go4city werd in juni 2010 geïntroduceerd. In 2014 werd productie gestaakt nadat het bedrijf Göppel Bus failliet werd verklaard.

## Versies
Er zijn vier verschillende bus versies van de go4city en een passagierstrailer versie.
- go4city10; 10,5m bus
- go4city12; 12m bus
- go4city19; 18,75m bus
- go4cityAutoTram; 30,7m bus
- go4cityT; passagierstrailer

### go4cityAutoTram
De go4cityAutoTram is de langste bus ooit op de wereld gemaakt en werd in 2012 geïntroduceerd. De bus is met 30m, 6m langer dan de meeste dubbelgelede bussen. De bus is ontwikkeld met financiering van de Duitse ministerie van Onderwijs en Wetenschap. De bus biedt een capaciteit aan van bijna 250 passagiers, wat ongeveer gelijkstaat aan een tram. Alle wielen van de bus kunnen meesturen, waardoor de bus zeer manoeuvreerbaar is. De bus heeft een hybride aandrijving, waarbij elektriciteit wordt opgewekt door een dieselgenerator.

### go4cityT

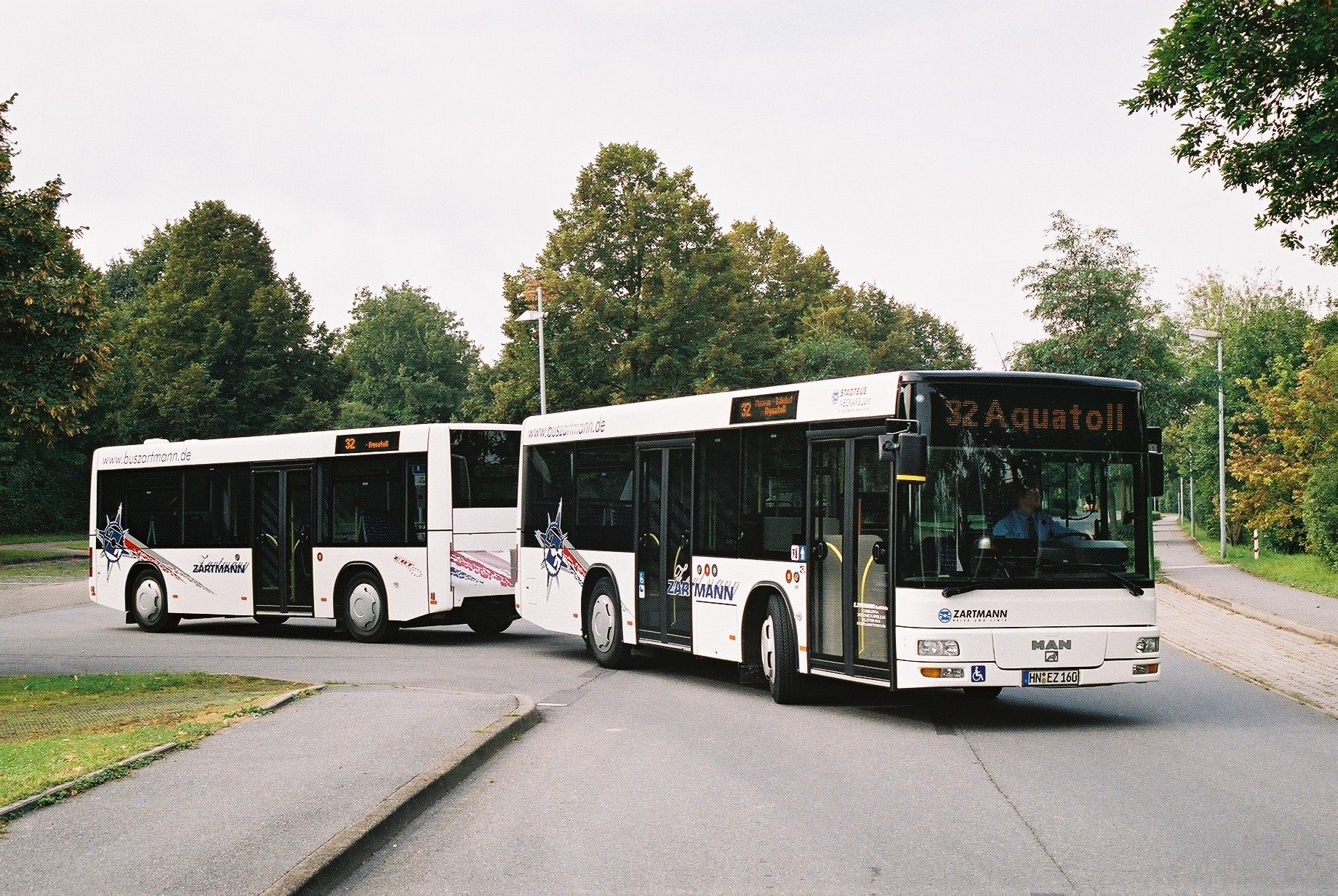
go4cityT uitgevoerd als bus met aanhangwagen

De go4cityT kan gekoppeld worden aan de go4city10 en go4city12 om zo een "bustrein" te creëren. Hierdoor kan in de spits en op andere drukke momenten meer passagiers vervoerd worden, zonder de inzet van gelede bussen of extra bussen. Buiten de spits en drukke momenten kan de trailer worden losgekoppeld. De go4cityT kan ook gekoppeld worden aan andere busmodellen.

### go4cityH
In 2010 werd een prototype hybrideversie van de go4city ontwikkeld, samen met Vossloh Kiepe. Deze bus kreeg de benaming go4city12H en rijdt proef bij Fraunhofer-Institut für Verkehrs- und Infrastruktursysteme.

## Technische specificaties
|                                                    | go4city10                                             | go4city12                                             | go4city19                                         | go4cityAutoTram                                                                            | go4cityT                                        |
| -------------------------------------------------- | ----------------------------------------------------- | ----------------------------------------------------- | ------------------------------------------------- | ------------------------------------------------------------------------------------------ | ----------------------------------------------- |
| Bouwjaren                                          | 2010-heden                                            | 2010-heden                                            | 2012-heden                                        | 2012-heden                                                                                 | 2010-heden                                      |
| Lengte                                             | 10 501 mm                                             | 11 981 mm                                             | 18 746 mm                                         | 30 730 mm                                                                                  | 9 619 mm (zonder trekas) 11 193 mm (met trekas) |
| Breedte                                            | 2 550 mm                                              | 2 550 mm                                              | 2 550 mm                                          | 2 550 mm                                                                                   | 2 550 mm                                        |
| Hoogte                                             | 3 217 mm                                              | 3 217 mm                                              | 3 217 mm 3 070 mm (optioneel)                     | 3 400 mm                                                                                   | 3 070 mm                                        |
| Wielbasis                                          | 4 400 mm                                              | 5 880 mm                                              | 5 880 mm + 6 765 mm                               | 5 880 mm + 5 634 mm + 6 065 mm + 7 050 mm                                                  | 6 065 mm                                        |
| Vooroverbouw                                       | 2 656 mm                                              | 2 656 mm                                              | 2 656 mm                                          | 2 656 mm                                                                                   | 1 777 mm                                        |
| Achteroverbouw                                     | 3 445 mm                                              | 3 445 mm                                              | 2 434 mm (voorste deel) 3 445 mm (achterste deel) | 3 445 mm                                                                                   | 1 777 mm                                        |
| Draaicirkel                                        | 17 480 mm                                             | 21 092 mm                                             | 24 487 mm                                         | 24 726 mm                                                                                  | Afhankelijk van trekkend voertuig               |
| Maximaal totaal gewicht                            | 18 000 kg                                             | 18 000 kg                                             | 28 000 kg                                         | 42 235 kg                                                                                  | 14 400 kg                                       |
| Motor                                              | - DAF PR 183 - DAF PR 228 - DAF PR 265                | - DAF PR 183 - DAF PR 228 - DAF PR 265                | - DAF PR 228 - DAF PR 265                         | - IVECO N60 (primaire powerpack) - Mercedes OM629 (secundaire powerpack)                   | N.v.t.                                          |
| Vermogen                                           | - 183 kW (249 pk) - 228 kW (310 pk) - 265 kW (360 pk) | - 183 kW (249 pk) - 228 kW (310 pk) - 265 kW (360 pk) | - 228 kW (310 pk) - 265 kW (360 pk)               | - 220 kW (primaire powerpack) - 235 kW (secundaire powerpack)                              | N.v.t.                                          |
| Dieselgenerator                                    | N.v.t.                                                | N.v.t.                                                | N.v.t.                                            | - KIRSCH Dieselgenerator (primaire powerpack) - IVI Dieselgenerator (secundaire powerpack) | N.v.t.                                          |
| Generator                                          | N.v.t.                                                | N.v.t.                                                | N.v.t.                                            | - PSM (primaire powerpack) - STW PowerMela 2 x PSM (secundaire powerpack)                  | N.v.t.                                          |
| Versnellingsbak                                    | Automaat ZF EcoLife                                   | Automaat ZF EcoLife                                   | Automaat ZF EcoLife                               | Automaat ZF EcoLife                                                                        | N.v.t.                                          |
| Aantal zitplaatsen (afhankelijk van de indeling)   | 26 - 33                                               | 34 - 41                                               | ?                                                 | 96                                                                                         | 30 - 42                                         |
| Aantal staanplaatsen (afhankelijk van de indeling) | 51 - 39                                               | 56 - 44                                               | ?                                                 | 160                                                                                        | 69 - 37                                         |

## Inzet
Dit model bus komt voor in verschillende landen, waaronder Luxemburg en Duitsland.
| Bedrijf                                                    | Type       | Aantal    | Serie                     | Inzet         | Opmerking                                                    |
| Duitsland                                                  | Duitsland  | Duitsland | Duitsland                 | Duitsland     | Duitsland                                                    |
| ---------------------------------------------------------- | ---------- | --------- | ------------------------- | ------------- | ------------------------------------------------------------ |
| ABG                                                        | go4city12  | 3         | 156, ABG-GB 51, ABG-WM 42 | Altenburg     |                                                              |
| ABG                                                        | go4city12H | 1         | ABG 0652                  | Altenburg     | Hybride bus Prototype Reed op proef rond                     |
| ABG                                                        | go4city19  | 1         | ABG-G 411                 | Altenburg     |                                                              |
| ABG                                                        | go4cityT   | 1         | ABG-GB 55                 | Altenburg     | Trailer voor ABG-GB 51                                       |
| Egenberger                                                 | go4city12  | 2         | A-ET 71 en A-ET 78        | Thierhaupten  | A-ET 71 kan gekoppeld worden met A-ET 72                     |
| Egenberger                                                 | go4cityT   | 1         | A-ET 72                   | Thierhaupten  | Kan gekoppeld worden aan A-ET 71                             |
| Fa. Watzinger                                              | go4city12  | 2         | 9568 - 9569               | München       | Rijden voor MVG. Worden gekoppeld met 9068 en 9069           |
| Fa. Watzinger                                              | go4cityT   | 2         | 9068-9069                 | München       | Rijden voor MVG. Worden gekoppeld met 9568 en 9569           |
| Fraunhofer-Institut für Verkehrs- und Infrastruktursysteme | go4city12H | 1         | ?                         | Testritten    | Prototype hybridebus                                         |
| MVG                                                        | go4cityT   | 10        | 5901 - 5910               | München       | Worden gekoppeld aan Solaris Urbino 12 bussen.               |
| Luxemburg                                                  |            |           |                           |               |                                                              |
| Frisch Rammerech                                           | go4city10  | 3         | SL4008 - SL4010           | Streekvervoer | Rijden op sommige ritten met een go4cityT                    |
| Frisch Rammerech                                           | go4cityT   | 2         | SL4011 - SL4012           | Streekvervoer | Worden alleen ingezet in combinatie met go4city10            |
| TICE                                                       | go4cityT   | 5         | 501 - 505                 | Streekvervoer | Worden gekoppeld aan MAN Lion's City bussen, serie 551 - 556 |
| Voyages Sales-Lentz                                        | go4city10  | 2         | SL3367 - SL3368           | Streekvervoer |                                                              |